# Franz Rudolf von Monschaw
Maria Franz Rudolf Johann Nepomuk Theodor Valentin Simeon von Monschaw (* 18. Februar 1760 in Köln; † 8. April 1841 ebenda) war ein deutscher Politiker und Oberbürgermeister der Stadt Köln.

## Leben
Franz Rudolf von Monschaw war der Sohn des kurkölnischen Geheimrats Reichsritter Johann Heinrich Joseph von Monschaw und der Freiin Maria Regina von Bentzel-Sternau. Im Jahr 1787 heiratete er Josephine von Mercken. Nach ihrem frühen Tod heiratete er im Jahr 1794 Karoline Ursula von Erlenwein.
Franz Rudolf von Monschaw absolvierte ein Studium und trat anschließend in den Militärdienst ein. Am 19. Mai 1780 wurde er Unterlieutenant im kurpfälzischen Heer. Dort stieg er 1785 zum Hauptmann, 1786 zum Adjutanten eines Generals und 1794 schließlich zum Major auf. Im gleichen Jahr trat er nach dem Tod seines Vaters aus dem Heeresdienst aus. Im Zuge der Napoleonischen Kriege wurde von Monschaw im Jahr 1805 zum Chef der zweiten Kohorte der 3. französischen Legion ernannt. 1813 übergab er die Stadt Köln den russischen Streitkräften und war danach Kommandeur der städtischen Miliz. Im Jahr 1815 wurde er zum ersten Beigeordneten bzw. Oberbürgermeister der Stadt Köln ernannt. Für seine Verdienste um die Stadt wurde er im Jahr 1818 von König Friedrich Wilhelm III mit dem Roten Adlerorden ausgezeichnet.

## Auszeichnungen
Ritter des Roten Adlerordens 4. Klasse